# Adolphe II de Holstein
Pour les articles homonymes, voir Adolphe II.
Adolphe II (v. 1128 – 6 juillet 1164) est comte de Schauenburg et Holstein de 1130 à sa mort.

## Biographie
Il succède à son père Adolphe Ier mort le 13 novembre 1130 sous la régence de sa mère Hildewa. Il prend part aux querelles entrer Henri le Lion et Albert l'Ours, qui se disputent la possession de la Saxe à la mort de Lothaire de Supplinbourg 1137. Il embrasse le parti de Henri, et il est déchu de son duché par l'empereur Conrad III de Hohenstaufen jusqu'en 1142. Il est un des promoteurs de la colonisation germanique des pays slaves (Drang nach Osten). 
Après la guerre il rebâtit Lübeck (1143 ou 1144), premier port allemand sur la mer Baltique, défendue par un château fort construit en bois et en terre. Henri le Lion, parce qu'elle nuisait à la prospérité de Lunebourg la fait brûler en 1157, puis la fait reconstruire. La fin de la vie d'Adolphe est marquée par de nouvelles guerres. Il soutient Sven III de Danemark dans sa lutte contre son compétiteur Knut V. En 1159 il accompagne l'empereur Frédéric Barberousse en Italie. En 1162 il doit jurer fidélité au roi Valdemar Ier de Danemark. En 1164 il lutte aux côtés d'Henri le Lion contre les Obotrides en Poméranie et il est tué le 6 juillet à la bataille de Verchen, près de Demmin. Son fils Adolphe III lui succède.

## Sources
- Anthony Marinus Hendrik Johan Stokvis, Manuel d'histoire, de généalogie et de chronologie de tous les états du globe, depuis les temps les plus reculés jusqu'à nos jours, préf. H. F. Wijnman. Réédition  Israël, 1966, Chapitre VIII. « Généalogie des comtes et ducs de Holstein, I ». Tableau généalogique no 45 p. 119.
- (de) Karl Jansen (de), « Adolf II. (Graf von Holstein und Stormarn) », dans Allgemeine Deutsche Biographie (ADB), vol. 1, Leipzig, Duncker & Humblot, 1875, p. 106-107
- (de) Heinz Maybaum, « Adolf II., Graf von Holstein », dans Neue Deutsche Biographie (NDB), vol. 1, Berlin, Duncker & Humblot, 1953, p. 78 (original numérisé).